# Berjosowo (Chanten und Mansen)
Berjosowo (russisch Берёзово; chantisch Сўмӑтвош; mansisch Ха̄льӯс) ist eine Siedlung städtischen Typs im westsibirischen Autonomen Kreis der Chanten und Mansen/Jugra (Russland) mit 7287 Einwohnern (Stand 14. Oktober 2010).

## Geographie
Die Siedlung liegt im Westsibirischen Tiefland etwa 400 Kilometer Luftlinie nordwestlich des Verwaltungszentrums des Autonomen Kreises Chanty-Mansijsk, am linken Ufer der Nördlichen Soswa 35 Kilometer oberhalb deren Mündung in den linken Ob-Arm (Kleiner Ob). Unmittelbar unterhalb von Berjosowo mündet von links die Wogulka in die Nördliche Soswa.
Berjosowo ist Verwaltungszentrum des nach ihm benannten Rajons Berjosowski. Der Verwaltung der Siedlung (Gorodskoje posselenije) sind außerdem die ebenfalls am linken Ufer der Nördlichen Soswa liegenden Dörfer Deminskaja (7 km flussabwärts) und Schaitanka (25 km flussaufwärts) sowie Tutleim an der Wogulka (20 km westlich) unterstellt.

## Geschichte

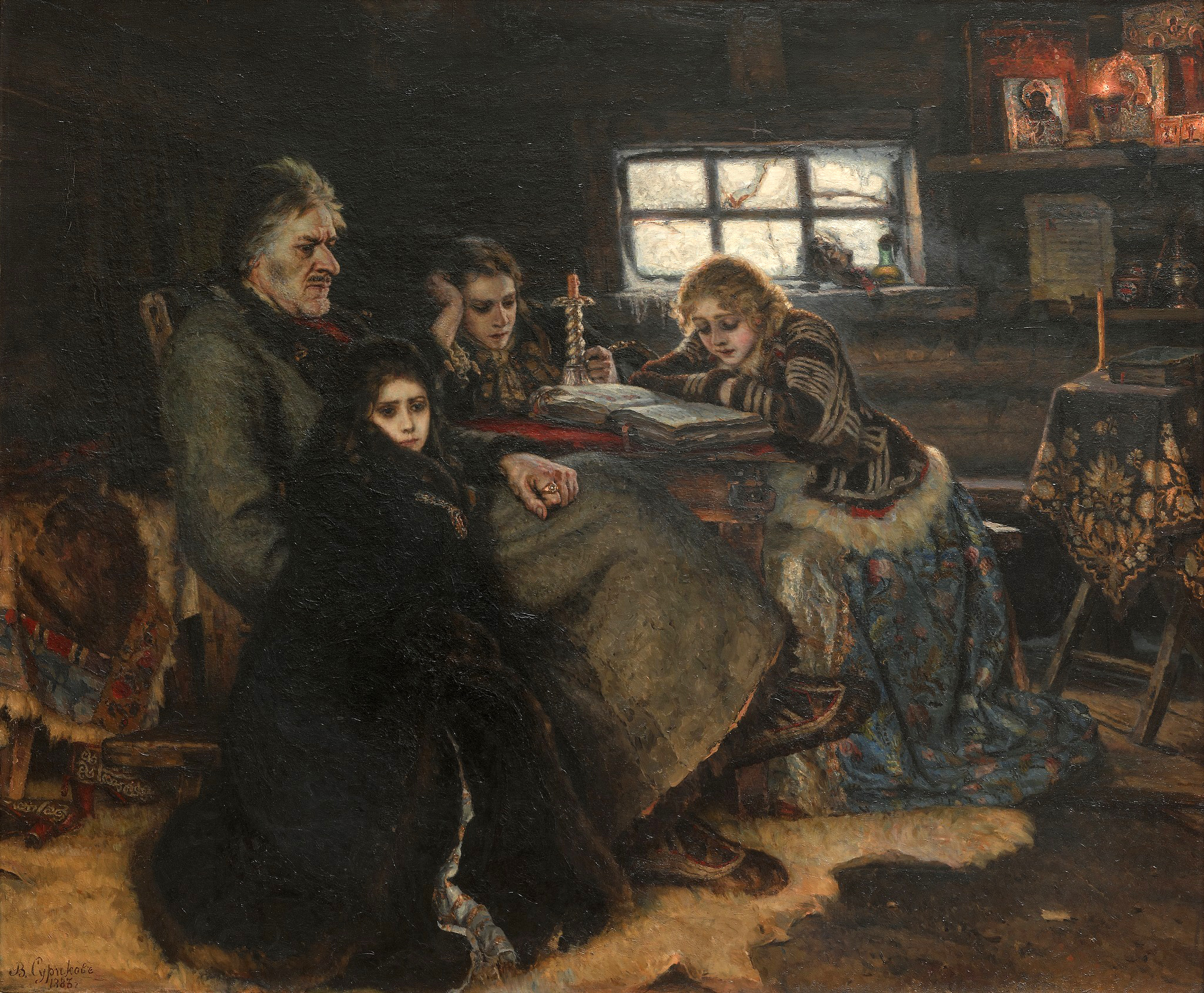
Menschikow in Berjosow (Gemälde von Wassili Surikow, 1881)

Berjosowo gehört zu den ältesten russischen Ansiedlungen jenseits des Urals. Sie wurde bereits 1593 von Kosaken als Festung (Ostrog) gegründet. Der Name ist vom russischen Wort berjosa für Birke abgeleitet; die chantische Bezeichnung ist gleichbedeutend. Im 17. Jahrhundert war der Ort regionales Verwaltungszentrum und bedeutender Handelsplatz insbesondere für die Ausfuhr von Pelzen aus diesem Teil Westsibiriens. 1764 erhielt der Ort als Berjosow Stadtrechte als Verwaltungszentrum eines Ujesds der Statthalterschaft Tobolsk. Später wurde die Stadt Zentrum eines Okrugs des gleichnamigen Gouvernements.
Im 18. und 19. Jahrhundert wurde das über Irtysch und Ob relativ leicht erreichbare Berjosow mehrfach von Forschungsreisenden erreicht und beschrieben, darunter Gerhard Friedrich Müller (während der Zweiten Kamtschatkaexpedition in den 1730er-Jahren), Wassili Sujew (als 17-jähriger Student im Auftrag Peter Simon Pallas’ während dessen Sibirienexpedition 1771), Georg Adolf Erman (während seiner Reise um die Erde 1828) und Otto Finsch (1876).
Ab der zweiten Hälfte des 18. Jahrhunderts verlor Berjosow seine wirtschaftliche Bedeutung, da die Handelswege nach Sibirien nun weiter südlich verliefen, zunächst der Sibirische Trakt, später die Transsibirische Eisenbahn. Zudem brannte der Ort dreimal fast vollständig nieder (1719, 1808 und 1887). Im November 1923 wurde er im Rahmen einer Verwaltungsreform Zentrum eines Rajons; am 5. April 1926 wurde aber der Stadtstatus aberkannt und der Ort wurde Dorf (selo) unter der heutigen Namensform.
Mit der Entdeckung der ersten Erdgaslagerstätte Westsibiriens am Rande Berjosowos im September 1953 und der weiteren Erkundung dieses Vorkommen wuchs die Einwohnerzahl wieder auf das Mehrfache, und schon am 8. April 1954 erhielt Berjosowo den Status einer Siedlung städtischen Typs. Die Ausbeutung der Erdgaslagerstätte Berjosowskoje begann 1963.

### Berjosowo als Verbannungsort
Seit dem frühen 18. Jahrhundert war Berjosow zudem Verbannungsort. 1724 bestimmte Zar Peter I. den Berjosower Ostrog als Gefängnis für Landesverräter und andere politische Häftlinge. Zu den ersten Insassen gehörte Fürst Alexander Menschikow, der dort 1729 starb. Andere prominente Häftlinge waren Fürst Alexei Dolgoruki († 1734 in Berjosow), Herzog Biron (vom 6. November 1741 bis 27. Februar 1742) und der Staatsmann und Diplomat Heinrich Ostermann († 1747 in Berjosow).
Im 19. Jahrhundert wurden nach Berjosow Dekabristen und Revolutionäre (darunter Wassili Nogin) verbannt. Leo Trotzki floh während der Verschickung in seine zweite Verbannung in das weiter obabwärts gelegene Obdorsk (heute Salechard) 1907 aus Berjosow. Auch in der sowjetischen Periode blieb der Ort bis Anfang der 1960er-Jahre Ziel für im Rahmen der Stalinschen Säuberungen Verbannte und „Sondersiedler“.

### Bevölkerungsentwicklung
| Jahr | Einwohner |
| ---- | --------- |
| 1701 | 331       |
| 1862 | 1462      |
| 1897 | 1070      |
| 1939 | 3334      |
| 1959 | 6756      |
| 1970 | 6222      |
| 1979 | 6953      |
| 1989 | 7573      |
| 2002 | 7085      |
| 2010 | 7287      |

Anmerkung: ab 1897 Volkszählungsdaten

## Kultur und Sehenswürdigkeiten

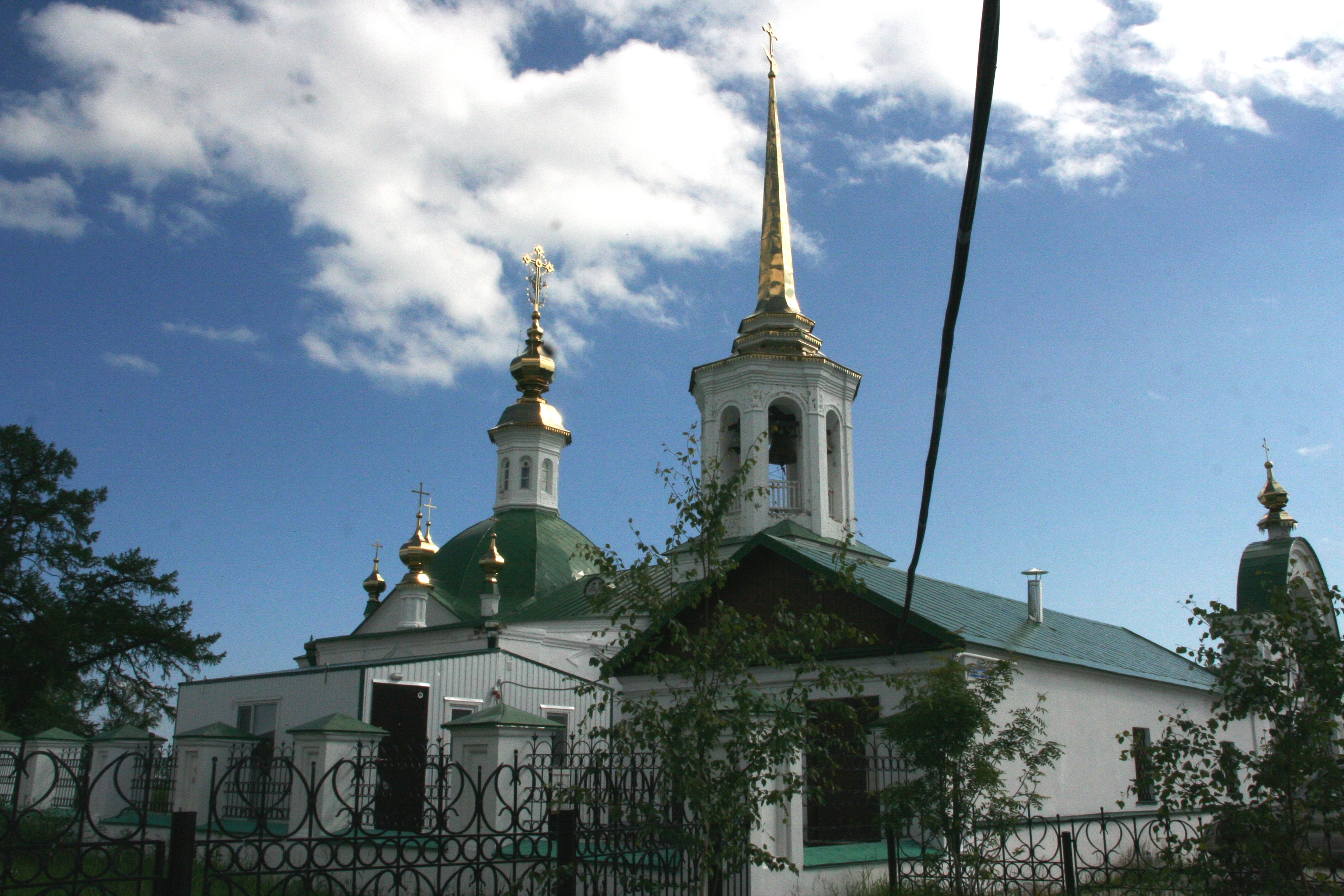
Die Gottesmutter-Geburts-Kirche, auf deren Friedhof auch Menschikow bestattet liegt. Sommer 2014

In Berjosowo gibt es seit 1979 ein Heimatmuseum in einem Gebäude vom Ende des 19. Jahrhunderts. Weitere Stein- und Holzgebäude aus dieser Zeit sind erhalten, ebenso die Gottesmutter-Geburts-Kirche (церковь Рождества Пресвятой Богородицы/zerkow Roschdestwa Preswjatoi Bogorodizy) von 1786. Zu den Wahrzeichen des Ortes gehören ein Menschikow-Denkmal und die stilisierte Bohrung R-1 als Denkmal für die Entdeckung des ersten Erdgases in Westsibirien. Außerdem existiert ein Zentrum der Kultur und Kunst der Völker des Nordens.

## Wirtschaft und Infrastruktur
Hauptwirtschaftszweig ist die Erdgasförderung; daneben wird Binnenfischerei betrieben.
Berjosowo ist nicht an das russische Straßennetz angebunden. Die nächstgelegene Eisenbahnstation befindet sich etwa 150 Kilometer südlich (obaufwärts) in Priobje, Endpunkt einer Strecke von Serow über Iwdel am Ural. Nach Priobje und anderen Orten (wie Chanty-Mansijsk, Jugorsk, Igrim) besteht in der eisfreien Periode Schiffsverbindung über Ob und Nördliche Soswa, ansonsten über Eisstraßen auf diesen Flüssen.
Vom Flughafen Berjosowo (ICAO-Code USHB) besteht Verbindung zu verschiedenen Flughäfen des Autonomen Kreises sowie nach Tjumen (vorwiegend bedient von UTair); mit Hubschraubern werden kleine Siedlungen des Rajons angeflogen.